# Ravnur Hólmgarðsfari
Ravnur Hólmgarðsfari (900-talet ifrån Tunsberg, Norge, också Ravn Holmgårdsfarer) var en norsk sjöfarare och handelsman, som är omnämnd i Färingasagan. 
Hólmgarð var det fornnordiska namnet för Novgorod , Hólmgarðsfari betyder alltså ”Novogorodfarare”. Därmed sysslade Ravnur med fjärrhandel under vikingatiden. Denna historia i Färingasagan är betydelsefull för vår bild över vikingatiden på Färöarna och vittnar om handelsförbindelser på den tiden över långa distanser. Färingasagan berättar dock inget om vilka varor Ravnur handlade med.   
Ravnur kom sommaren år 970 till Tórshavn, huvudstaden på Färöarna. Där erbjöd hövdingen Tróndur í Gøtu honom att köpa sina båda fostersöner Sigmundur Brestisson och Tóri Beinersson (då 9 och 11 år gamla) som slavar. Ravnur var uppmärksam på att dessa båda barn var barnen till Brestir och Beinir, vilka Tróndur hade låtit mörda. På grund av detta så avslog han erbjudandet. 
När Tróndur senare erbjöd honom pengar för att föra det två barnen ifrån Färöarna slog Ravnur till. Han lovade att föra de båda till Norge. Sagan förtäljer att han behandlade dem vänligt och tog dem till Vík i södra Norge, där de tillbringade vintern hos honom.